# Fußgängerbrücken in Hongkong
Die Fußgängerbrücken in Hongkong (chinesisch 香港行人天橋網絡, Pinyin Xiānggǎng xíngrén tiānqiáo wǎngluò, Jyutping Hoeng1gong2 hang4jan4 tin1kiu4 mong5lok3 – „Hongkonger Fußgängerbrückennetz“) bilden ein stadtbildprägendes Netzwerk von Fußwegen zwischen Gebäuden und zum Überqueren von Straßen.

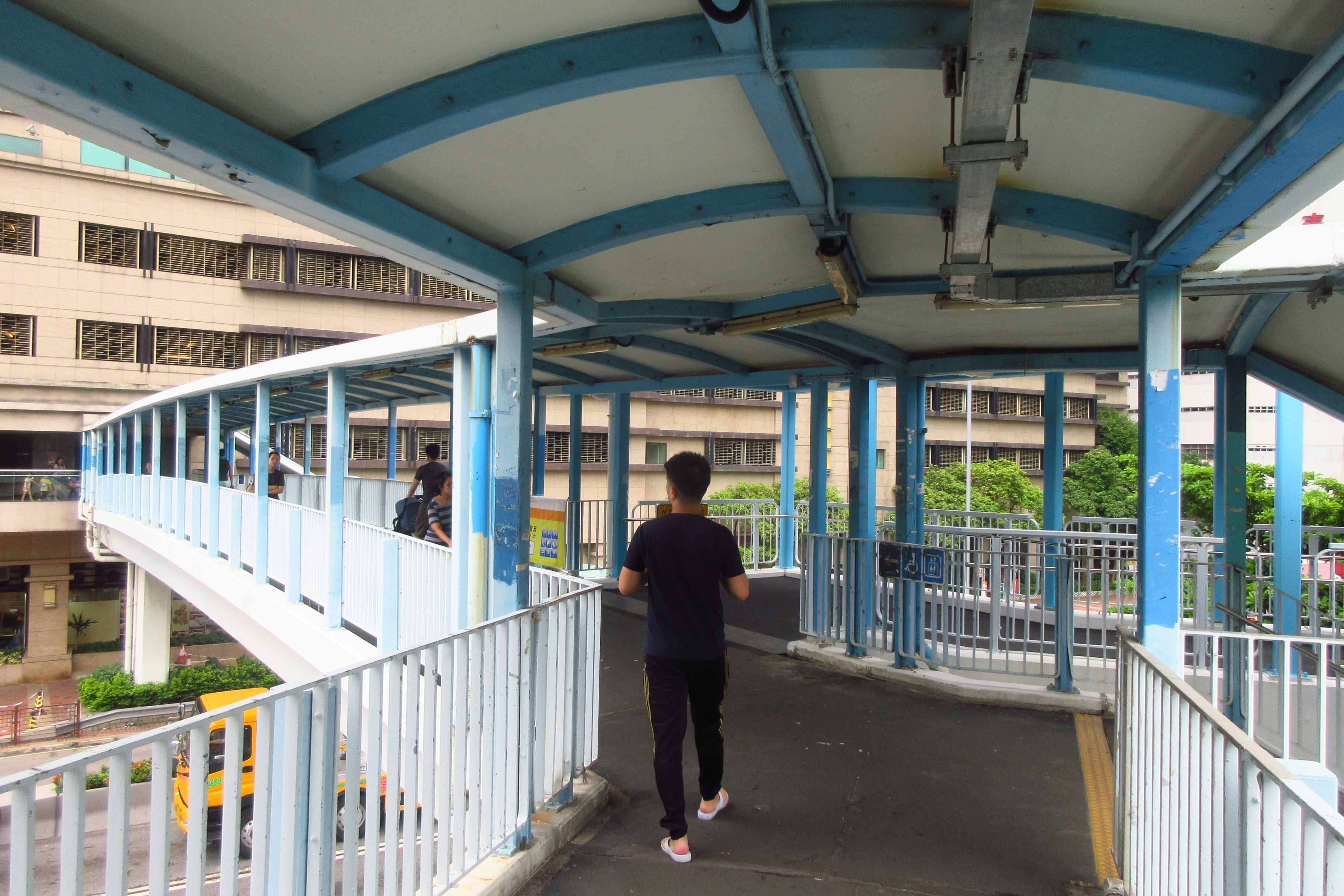
Brücke über die Yueng Uk Road in Tsuen Wan

## Geschichte

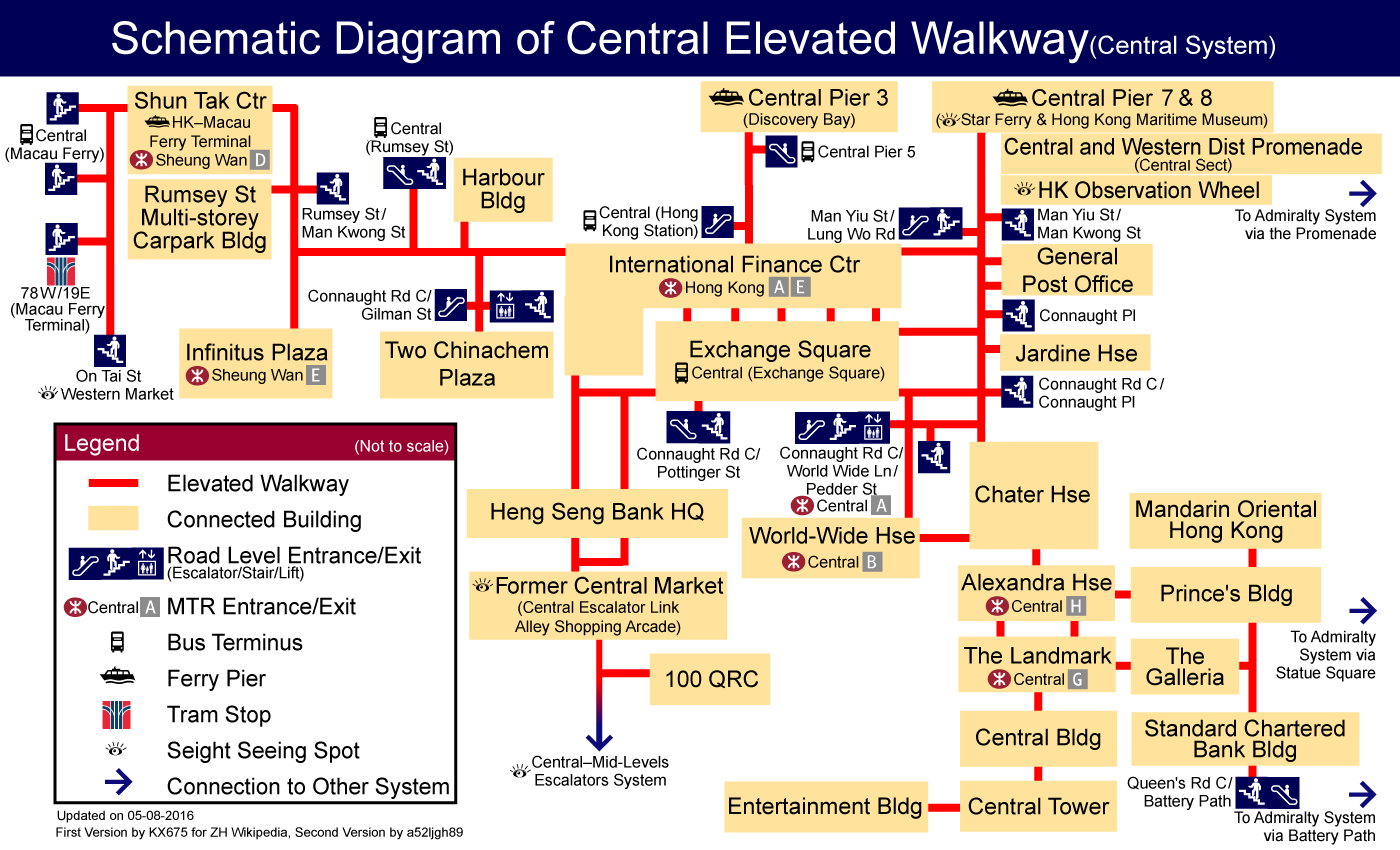
Schematische Darstellung des Central Elevated Walkway, 2016

Mit dem aufkommenden Wachstum der Stadt in den 1960er-Jahren entstand die Idee, den Straßenverkehr stärker von Wegen für Fußgänger zu trennen. Damit sollte zum einen mehr Verkehrssicherheit hergestellt werden, andererseits sollten aber auch effizientere Verkehrsflüsse erreicht werden. So wurden vermehrt Fußgängerbrücken gebaut, mit denen wichtige Straßen überquert werden konnten. Die erste Brücke dieser neuen Konzeption wurde 1963 in der Nähe des Victoria Park errichtet und führte über die Leighton Road. Ebenfalls 1963 wurde die erste Fußgängerbrücke ⊙ mit Klimaanlage gebaut. Sie überspannt die Chater Road im Stadtteil Central und verbindet das Hotel Mandarin Oriental mit dem Prince’s Building.
Waren es zunächst meist reine Überwege, wurden seit den 1970er-Jahren verstärkt komplexe Brückensysteme entwickelt, die bedeutende Gebäude miteinander verbinden. Herausragend ist dabei der Central Elevated Walkway (中區行人天橋系統) zwischen Bürogebäuden und Einkaufszentren in Central. 1972 wurde das Hochhaus Jardine House (unter dem Namen Connaught Centre) fertiggestellt und mittels Brücken mit Gebäuden der Umgebung verbunden. Später folgten Alexandra House und das General Post Office. Heute erstreckt sich das Brückensystem unter anderem über Two IFC bis zum Hong Kong Macau Ferry Terminal und schließt auch die MTR-Stationen Central, Hong Kong und Sheung Wan sowie die Schiffsanlegestellen der Central Ferry Piers ein. Der Brückenkomplex in Central ist verbunden mit einem ähnlichen System in Admiralty. Damit ist es möglich, eine Strecke von mehr als zwei Kilometern auf Fußgängerbrücken zurückzulegen. Der bekannte Central Mid-Levels Escalator ist ebenfalls über das Brückennetz erreichbar.
In den New Territories befinden sich Fußgängerbrücken meist in der Nähe von MTR-Stationen und verbinden sie teilweise mit Einkaufszentren oder Wohngebäuden.
Die öffentlichen Fußgängerbrücken werden vom Highways Department der Hongkonger Regierung verwaltet. Im Dezember 2017 gab es nach offiziellen Angaben 832 solcher Brücken, davon 211 auf Hong Kong Island, 145 in Kowloon und 476 in den New Territories. Ein Beratungsgremium befasst sich mit ästhetischen Fragen der Brücken und deren Integration in die umgebende Bebauung.

## Material
Viele Fußgängerbrücken, die in den 1960er-Jahren gebaut wurden, bestanden aus Holz. Wegen des hohen Wartungsbedarfs wurden sie mittlerweile durch Brücken aus Stahl und Beton ersetzt. Beton eignet sich insbesondere auch bei der in Hongkong vorherrschenden hohen Luftfeuchtigkeit als Baumaterial, weshalb Brücken in der Regel aus diesem Material gebaut werden. Stahl kommt heute vorzugsweise bei Brücken mit langer Spannweite zum Einsatz.

## Trivia

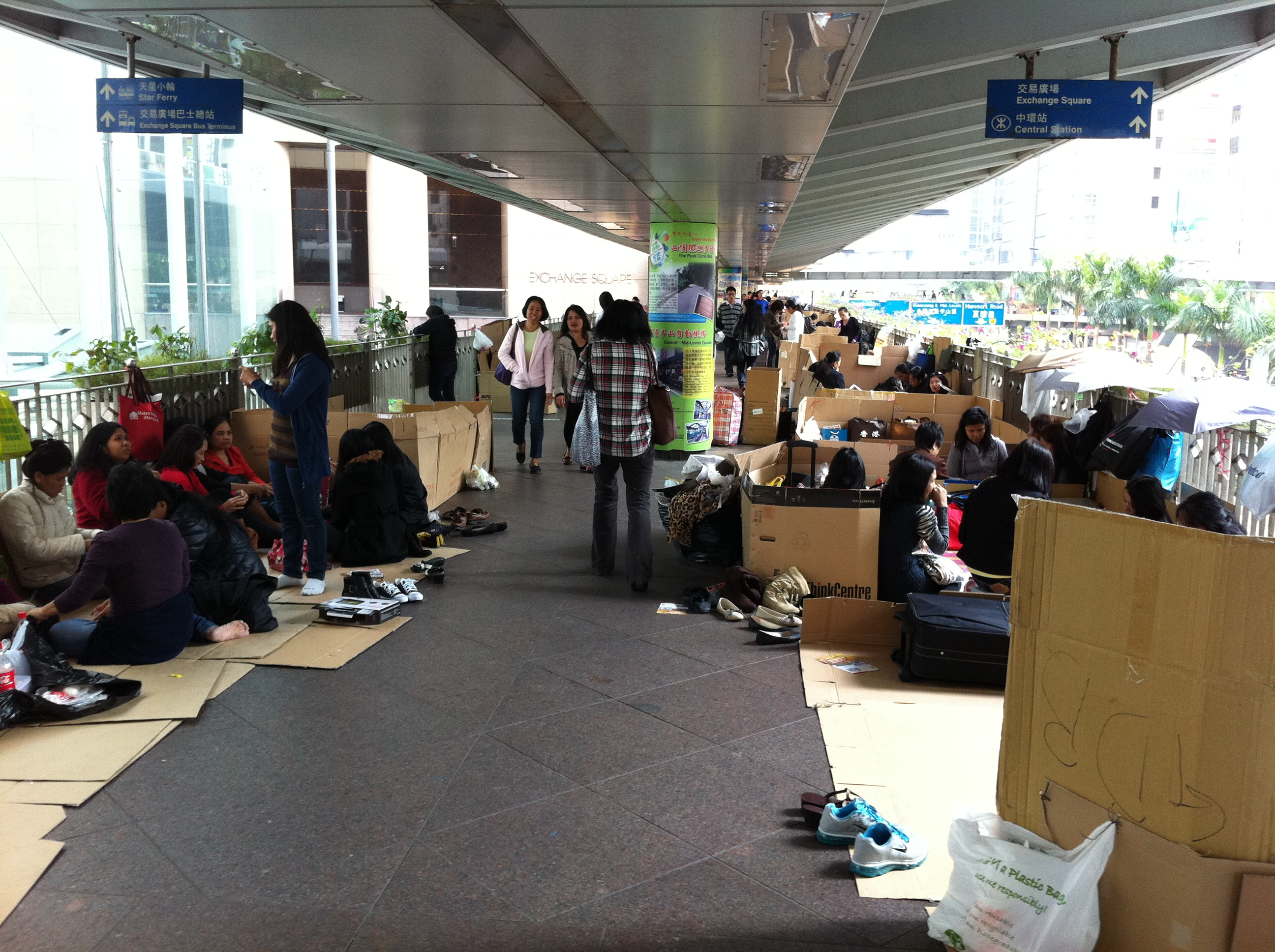
Picknick auf dem Central Elevated Walkway

An Sonn- und Feiertagen sind Picknicks auf den Fußgängerbrücken ein häufiges Bild. Viele Hausmädchen, die häufig aus Indonesien oder von den Philippinen stammen, treffen sich an ihren freien Tagen auf den Brücken.
Der Fotograf JR beklebte 2012 das Dach einer Fußgängerbrücke in der Connaught Road ⊙, nahe dem IFC, mit 16 Schwarz-Weiß-Porträts.

## Bilder

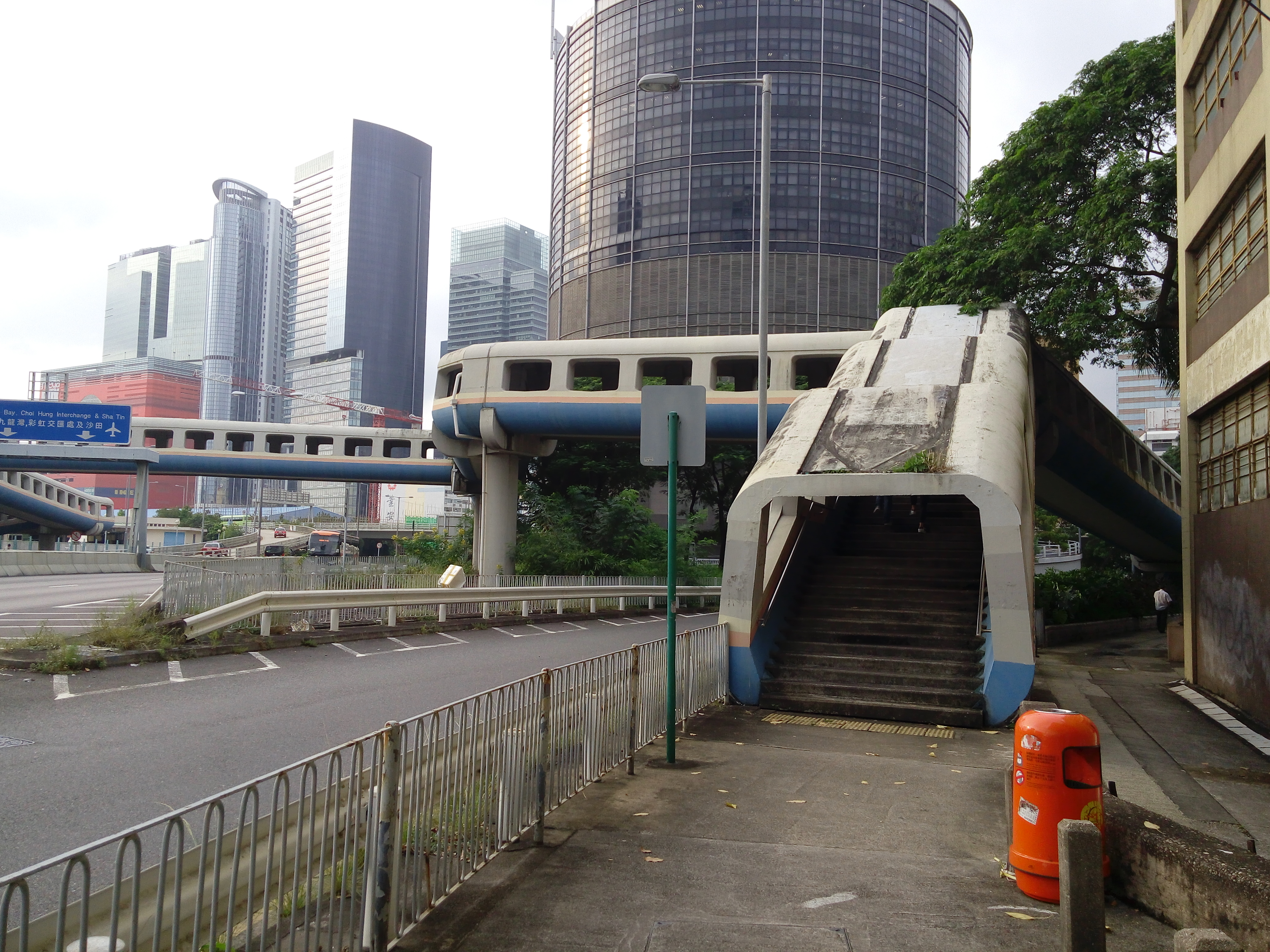
Jimmy Bridge (志明橋) in Kowloon Bay
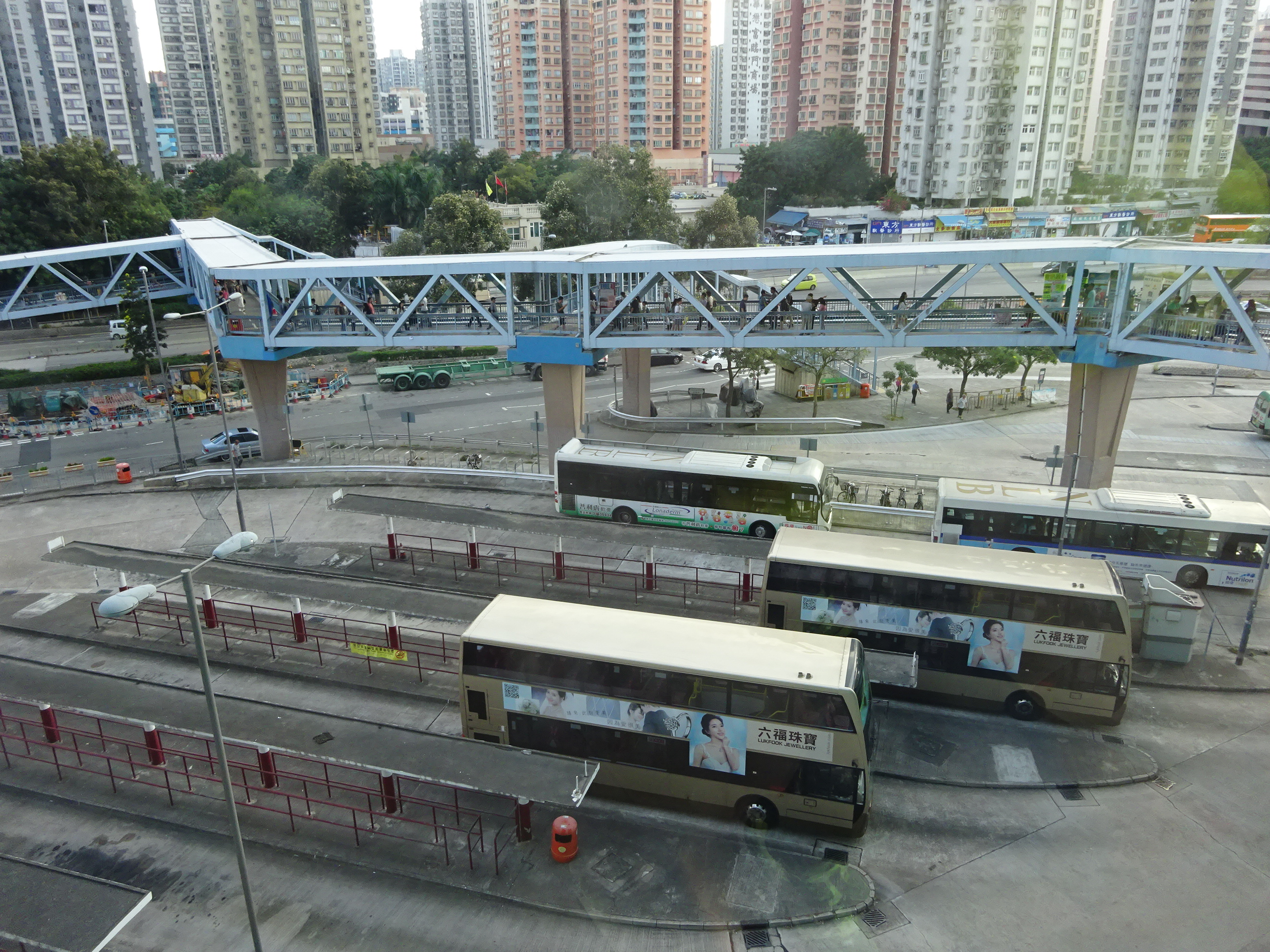
Brücke nahe Yoho Mall, Yuen Long Town
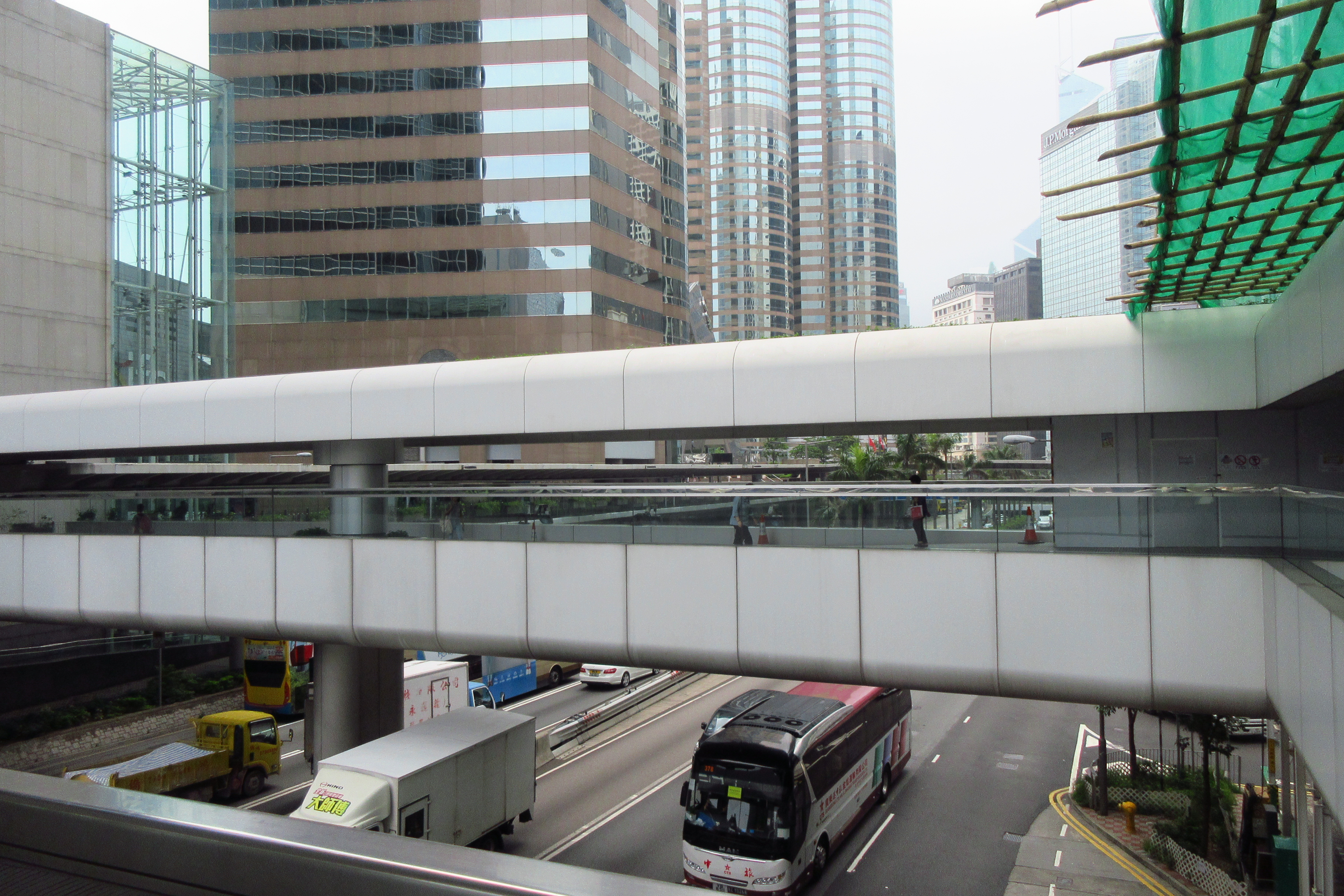
Connaught Road, Central
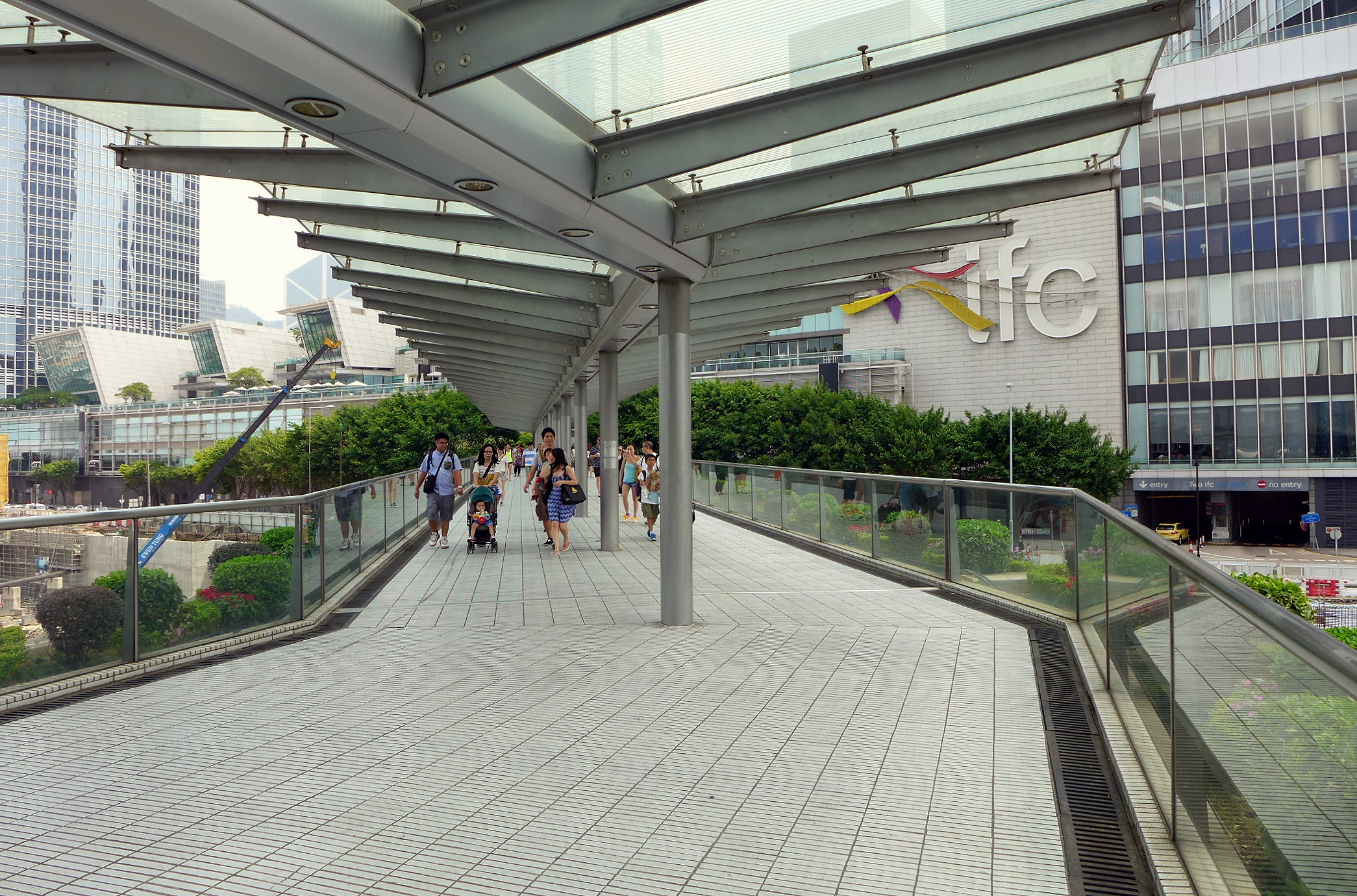
Elevated Walkway nahe IFC, Central